# Boga de fulla estreta
La boga, bova o  balca de fulla estreta (Typha angustifolia) és un hidròfit herbaci i perenne del gènere Typha. És una espècie aquàtica, originària del vell món que prolifera comunament a la vora de rius, aiguamolls permanents i llacs. La planta té molts noms populars: balca, balca de fulla estreta, bova, bova de cadires, ciri, coets, espadanya, fusell.
Les fulles de la planta són planes, molt estretes (entre 3 i 10 mm d'ample) i 80 a 150 mm de llargada en la maduresa; 12 a 16 fulles sorgeixen de cada brot vegetatiu. A la maduresa, tenen tiges distintius que són gairebé tan altes com les fulles, les tiges estan cobertes amb caps de flors de color marró, tou, en forma de salsitxa, pot atènyer d'un a tres metres. Les plantes tenen fortes arrels rizomatoses, que poden estendre fins a 70 cm i solen ser de 2 a 3,5 cm de diàmetre.

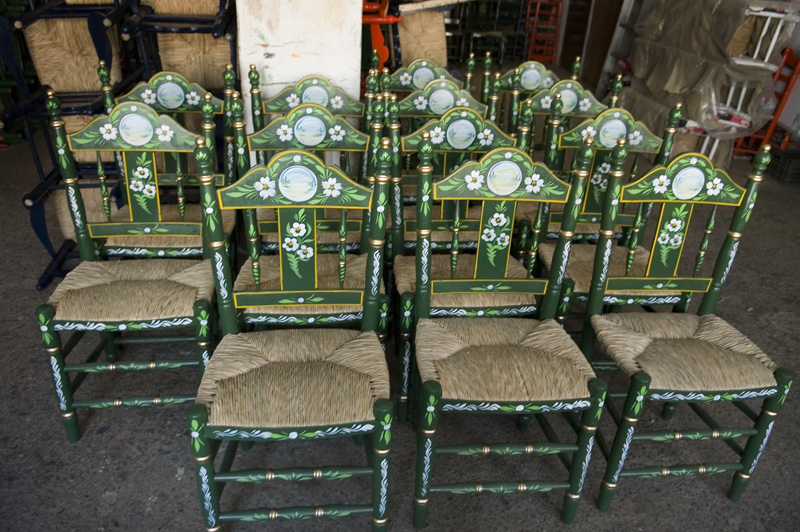
Cadires amb seient de boga

L'àrea de distribució geogràfica de la boga de fulla estreta se superposa amb l'espècie molt similar boga de fulla ampla (Typha latifolia). Es distingeix de T. latifolia per les seves fulles més estretes i per una clara separació en dues seccions diferents (flors estaminades a dalt i flors pistil·lades a baix) en els capítols florals. Aquestes dues espècies hibriden i donen Typha x glauca que és un híbrid estèril. L'espècie ha estat introduïda des d'Europa a les costes d'Amèrica del Nord i terra endins.

## Ús
Són conreades com a plantes ornamentals. Les fulles assecades s'utilitzen per fer seients, estores, cistells i altres objectes. La matèria fibrosa de les inflorescències s'utilitza com a aïllant. Les seves arrels depuren l'aigua i per això aquesta planta s'utilitza per a fer aiguamolls artificials, i es recreen els canyars i boguers en projectes de renaturalització de les vores, per augmentar la capacitat d'autodespol·lució, per crear l'hàbitat d'ocells (bitó i boscaler comuns), libèl·lules, peixos joves i amfibis.
Diverses parts de la planta són comestibles, els brots latents de les arrels i les bases de les fulles, el nucli interior de la tija, les espigues verdes, la flor de pol·len madur i arrels feculoses. La tija comestible és anomenada bồn bồn a Vietnam.